# Schoenocaulon tenorioi
Schoenocaulon tenorioi là một loài thực vật có hoa trong họ Melanthiaceae. Loài này được Frame miêu tả khoa học đầu tiên năm 1999.